# Гадалов, Николай Николаевич
Николай Николаевич Гадалов (1862—1932) — красноярский купец, золотопромышленник и благотворитель. Учредил «Акционерное общество пароходства по реке Енисею». Потомственный почётный гражданин, почётный мировой судья.

## Биография
Родился в Красноярске в уже к тому времени известной купеческой семье. Его отцом был Н. Г. Гадалов. Основателю же купеческой династии Герасиму Петровичу Гадалову Николай приходился внуком. Учился в Красноярской мужской гимназии. Работать начинал вместе с отцом, затем стал вести дела самостоятельно. Уже в возрасте 20 лет стал купцом первой гильдии. Представлял купечество Красноярска и окрестностей в губернском казначействе. Активно развивал экономические связи с торговыми филиалами европейских компаний.
Был гласным городской думы. Баллотировался в Думу общероссийскую. Несколько раз неудачно пытался стать городским головой Красноярска.
Занимался золотодобычей, купив для этого в Новой Зеландии плавучую драгу, которую затем электрифицировал. В 1898 году в Красноярске им было создано акционерное товарищество «Драга». Прииск «Гадаловский» имел очень хорошие показатели добычи, причем владелец заботился и о быте рабочих, и о строительстве коммуникаций. Этот прииск сыграл большую роль в освоении ранее почти необитаемой округи. Николай Гадалов строил в глуши грунтовые дороги, иногда сам, а иногда продвигая и лоббируя их строительство. Эти первые пути сообщения способствовали развитию Минусинского горного края и иных мест Сибири. Вместе с Н. И. Савельевым, который был горным инженером в 1915 году Гадалов создал «Азиатское золотопромышленное акционерное общество». В разгар Гражданской войны в 1919 в него входили 15 приисков, 2 драги, много других активов и социальных объектов, 1352 человека рабочих.
Николай Николаевич активно занимался пароходством по Енисею, которое открыл в 1881 его отец. С 1899 у него уже имелось собственное пароходство. В результате пароходы Гадаловых в течение четырёх десятилетий курсировали по реке от Минусинска до Диксона. Интересно, что в разные годы пассажирами пароходства стали В. И. Ленин и Николай II (который во время своего плавания по Енисею был ещё наследником престола).
Инициировал создание Торгово-промышленного банка Сибири.
В 1906—1908 путешествовал по Европе. По итогам посещения Лондона создал промышленное общество «Сибирский графит».
Выступал за строительство моста через Енисей, заводов в Красноярске, использования Северного морского пути (через устье Енисея) для торгового сообщения с Западом и Востоком. Много занимался организацией золотопромышленной отрасли в целом, участвовал в съездах золотопромышленников.
В 1917 Н. Н. Гадалов совместно с другими предпринимателями создал крупное «Сибирское акционерное общество пароходства, промышленности и торговли». Оно развивалось до 1920 года.
После прихода большевиков к власти и взятия ими под контроль Сибири Николай Гадалов, как и другие члены семьи был репрессирован. В отличие от Иннокентия Гадалова он избежал расстрела и после преследований ОГПУ, обысков, ареста и следствия по сфабрикованному делу, несмотря на оправдание в суде, уехал из Красноярска.
Работал в Ленинграде. Похоронен там же на Смоленском кладбище. После смерти Н. Н. Гадалова чекисты подвергли преследованиям его родных.
Увлекался рисованием, однажды даже скопировав мелом одну из картин художника Репина. Любил в свободное время читать Словарь Брокгауза и Ефрона в 86 томах. На своих заводах проводил опыты по выплавке чугуна. Интересовался культурой и историей приенисейских народов.

## Благотворительная деятельность

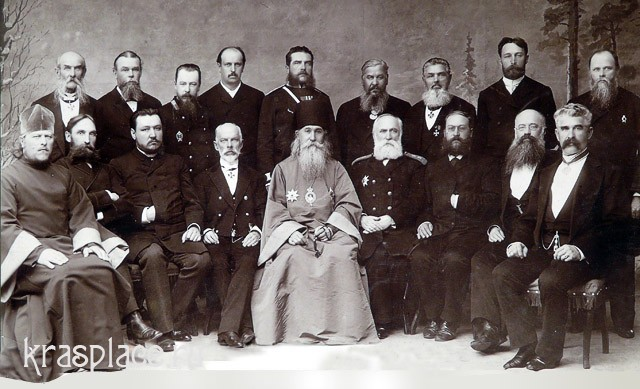
Красноярский губернский комитет Попечительного о тюрьмах общества, 1892 год. Н. Н. Гадалов стоит четвёртый слева

Николай Гадалов начал заниматься благотворительностью ещё в молодости. Он помогал переселенцам и погорельцам.
Помогал строить церковь при тюрьме, выделял деньги на строительство театра, школы, детского приюта, снабжал редакции газет помещениями. В 1912 построил кинотеатр, который долго существовал уже при советской власти. Помогал и археологическим экспедициям, посещавшим край. Опекал Гадалов сирот и учебные заведения. Был членом правления общества «Трезвость», а также Красноярского дамского комитета Красного Креста. Помогал раненым солдатам, нищим и бездомным.
Был старостой Покровской церкви.

## Награды
- медаль «За усердие на пользу общественной и благотворительной деятельности» (1896)

## Память
Торговый дом Н. Г. Гадалова (отца Николая Николаевича) с его оригинальной архитектурой и богатой историей стал достопримечательностью Красноярска.